# Nekrolog 2. Quartal 2000
Nekrolog
◄◄
| ◄
| 1996
| 1997
| 1998
| 1999
| 2000 | 2001 | 2002 | 2003 | 2004 | ► | ►►
1. Quartal |
2. Quartal |
3. Quartal |
4. Quartal 2000
Weitere Ereignisse | Allgemeiner Nekrolog 2000
Die Beschreibung der verstorbenen Person sollte so kurz wie möglich gehalten sein und nur deren signifikante Tätigkeit(en) enthalten.
Neue Namen ggf. auch unter dem Geburts- und Sterbedatum, also etwa unter 1. Januar und im Geburts- und Sterbejahr (2024) eintragen (nur bei entsprechender großer Wichtigkeit). Für Beispiele siehe die schon vorhandenen Artikel.
Außerdem über die fünf zuletzt Verstorbenen, zu denen es einen ausreichend guten Artikel für eine Präsentation auf der Hauptseite gibt, nach der todesbedingten Überarbeitung der Artikel ggf. auch unter Wikipedia Diskussion:Hauptseite informieren und sie am besten auch in den anderen Wikipedia-Sprachversionen eintragen. Tipp: Regelmäßig bei news.google.de nach „ist tot“, „gestorben“ oder „verstorben“ suchen.
Wenn eine Person gestorben ist, gibt es viele Seiten zu dieser Person in der Wikipedia, die davon auch betroffen sind und entsprechend aktualisiert werden müssen. Beispiele: Namenübersichtsseite, Geburtsjahr, Geburtsort-Seiten und viele mehr.
Wie finde ich die betroffenen Seiten?
Im Suchfeld auf der linken Seite gibt man den Suchbegriff so ein: „Vorname Nachname“. Dann klickt man auf Volltext und alle Seiten mit entsprechendem Suchtext werden aufgerufen. Hier sieht man dann schnell, wo auch das Todesjahr Sinn macht oder sogar ein Teil des Artikels angepasst werden muss. Auch hilft das „Werkzeug“ auf der linken Seite sehr gut, um solche Seiten aufzufinden: „Links auf diese Seite“. Somit ist die Wikipedia wieder aktuell in allen Bereichen! Hinweis: bei Eintragung der Kategorie „Gestorben JAHR“ wird der Missbrauchsfilter 49 ausgelöst, was jedoch nicht schlimm ist. Siehe: Spezial:Missbrauchsfilter/49
Dies ist eine Liste von im zweiten Quartal 2000 verstorbenen bekannten Persönlichkeiten. Die Einträge erfolgen innerhalb der einzelnen Daten alphabetisch sortiert. Tiere sind im Nekrolog für Tiere zu finden.

## April
| Tag       | Name                                               | Beruf, bekannt als                                                                                     | Alter | Beleg |
| --------- | -------------------------------------------------- | --- | ----- | ----- |
| 1. April  | Bernhard Dexel                                     | deutscher Architekt                                                                                    | 80    |       |
| 1. April  | Alexander Mackenzie Stuart, Baron Mackenzie-Stuart | schottischer Jurist und Richter am Europäischen Gerichtshof                                            | 75    |       |
| 1. April  | Graham Mann                                        | britischer Segler                                                                                      | 75    |       |
| 2. April  | Fred Kwasi Apaloo                                  | ghanaischer Chief Justice                                                                              | 79    |       |
| 2. April  | Rigobert Günther                                   | deutscher Althistoriker                                                                                | 71    |       |
| 2. April  | Livio Paladin                                      | italienischer Jurist                                                                                   | 66    |       |
| 2. April  | Torben Hede Pedersen                               | dänischer Ombudsmann Grönlands                                                                         | 62    |       |
| 3. April  | Arne Aas                                           | norwegischer Schauspieler und Regisseur                                                                | 68    |       |
| 3. April  | Mikołaj Antonowicz                                 | polnischer General                                                                                     | 85    |       |
| 3. April  | Milko Bobozow                                      | bulgarischer Schachgroßmeister                                                                         | 68    |       |
| 3. April  | Willy Droemer                                      | deutscher Verleger                                                                                     | 88    |       |
| 3. April  | Marta Hoepffner                                    | deutsche Fotografin                                                                                    | 88    |       |
| 3. April  | Raymundo López Mateos                              | mexikanischer Ordensgeistlicher, Bischof von Ciudad Victoria                                           | 68    |       |
| 3. April  | Terence McKenna                                    | US-amerikanischer Pionier der Ethnopharmakologie                                                       | 53    |       |
| 3. April  | Joachim Mehlhausen                                 | deutscher evangelischer Theologe und Kirchenhistoriker                                                 | 64    |       |
| 3. April  | Paul Neese                                         | deutscher Politiker (SPD), MdL                                                                         | 60    |       |
| 3. April  | Arthur C. Ruge                                     | US-amerikanischer Ingenieur, Erfinder des Dehnmessstreifens                                            | 94    |       |
| 4. April  | Tommaso Buscetta                                   | sizilianischer Mafioso                                                                                 | 71    |       |
| 4. April  | Raimundas Katilius                                 | litauischer Musikpädagoge, Geiger und Professor                                                        | 53    |       |
| 4. April  | Helga Meyer                                        | deutsche Opernsängerin                                                                                 | 58    |       |
| 4. April  | John W. Rollins                                    | US-amerikanischer Politiker                                                                            | 83    |       |
| 4. April  | William Stokoe                                     | US-amerikanischer Linguist, erforschte die American Sign Language                                      | 80    |       |
| 5. April  | Angelika Feldmann                                  | deutsche Schauspielerin und Programmsprecherin                                                         | 83    |       |
| 5. April  | José García                                        | argentinischer Geiger, Bandleader, Musikpädagoge und Tangokomponist                                    | 91    |       |
| 5. April  | Josef Heinhold                                     | deutscher Mathematiker                                                                                 | 87    |       |
| 5. April  | Karl Günther Kronawitter                           | deutscher Politiker (SPD), MdL                                                                         | 65    |       |
| 5. April  | Reginald Laubin                                    | US-amerikanischer Schriftsteller und Künstler                                                          | 96    |       |
| 5. April  | Heinrich Müller                                    | österreichischer Fußballspieler und -trainer                                                           | 90    |       |
| 5. April  | Lee Petty                                          | US-amerikanischer NASCAR-Rennfahrer und mehrfacher Meister                                             | 86    |       |
| 5. April  | Irina Fjodorowna Sebrowa                           | sowjetische Bomberpilotin                                                                              | 85    |       |
| 6. April  | Teresa Bloomingdale                                | US-amerikanische Schriftstellerin                                                                      | 69    |       |
| 6. April  | Habib Bourguiba                                    | tunesischer Staatspräsident                                                                            | 96    |       |
| 6. April  | Bernardino Echeverría Ruiz                         | ecuadorianischer Geistlicher, Erzbischof von Guayaquil und Kardinal                                    | 87    |       |
| 6. April  | Mohammad Ali Fardin                                | iranischer Ringer                                                                                      | 69    |       |
| 6. April  | Domingo Federico                                   | argentinischer Bandoneonist, Bandleader und Tangokomponist                                             | 83    |       |
| 6. April  | Bertram R. Forer                                   | US-amerikanischer Psychologe                                                                           | 85    |       |
| 6. April  | John Heap                                          | britischer Sprinter                                                                                    | 92    |       |
| 6. April  | Volker Heimen                                      | deutscher Politiker (CDU), MdL                                                                         | 56    |       |
| 6. April  | Knud Knudsen                                       | deutscher Politiker (FDP, CDU), MdL                                                                    | 87    |       |
| 6. April  | Klaus Müller-Domnick                               | deutscher Bildhauer, Grafiker und Kunsterzieher                                                        | 63    |       |
| 6. April  | Hans Ort                                           | deutscher Kommunalpolitiker (CSU)                                                                      |       |       |
| 6. April  | Gerhard Schill                                     | deutscher Kommunalpolitiker, Oberbürgermeister der Stadt Dresden (1961–1986)                           | 75    |       |
| 6. April  | Anton Stingl                                       | deutscher Gitarreninterpret und -pädagoge                                                              | 92    |       |
| 7. April  | Moacyr Barbosa                                     | brasilianischer Fußballtorhüter                                                                        | 79    |       |
| 7. April  | John Blewett                                       | kanadischer Physiker                                                                                   | 89    |       |
| 7. April  | Heinz                                              | englischer Sänger und Musiker                                                                          | 57    |       |
| 7. April  | Werner Rauh                                        | deutscher Botaniker und Hochschullehrer                                                                | 86    |       |
| 8. April  | Hans Karl Adam                                     | deutscher Fernsehkoch                                                                                  | 84    |       |
| 8. April  | Ibrahim Ahmed                                      | kurdischer Autor, Schriftsteller und Übersetzer                                                        |       |       |
| 8. April  | Alfredo Alcala                                     | philippinischer Comiczeichner, Cartoonist und Maler                                                    | 74    |       |
| 8. April  | Joseph Baguidy                                     | haitianischer Politiker und Diplomat                                                                   | ≈85   |       |
| 8. April  | Willi Löffler                                      | deutscher Komponist, Arrangeur, Verleger und Dirigent                                                  | 84    |       |
| 8. April  | Jaroslav N. Ondra                                  | evangelischer Theologe der Böhmischen Brüder in Tschechien                                             | 75    |       |
| 8. April  | Claire Trevor                                      | US-amerikanische Schauspielerin                                                                        | 90    |       |
| 8. April  | Wadim Tscherwow                                    | ukrainischer Cellist                                                                                   | 69    |       |
| 8. April  | Wolfgang Vogelsgesang                              | deutscher Kommunalpolitiker (CDU, CSU)                                                                 | 67    |       |
| 8. April  | Harry Williamson                                   | US-amerikanischer Leichtathlet                                                                         | 86    |       |
| 9. April  | Antun Bauer                                        | jugoslawischer Kunsthistoriker                                                                         | 88    |       |
| 9. April  | Tony Cliff                                         | britischer Sozialist, Publizist                                                                        | 82    |       |
| 9. April  | Catherine Crook de Camp                            | US-amerikanische Schriftstellerin                                                                      | 92    |       |
| 9. April  | James H. Gardner                                   | US-amerikanischer Basketballspieler und -trainer                                                       | 90    |       |
| 9. April  | Klaus Herfurth                                     | deutscher Verleger                                                                                     | 82    |       |
| 9. April  | Renato Lupi                                        | italienischer Schauspieler                                                                             | 79    |       |
| 9. April  | Hedwig Meermann                                    | deutsche Politikerin (SPD), Bundestagsabgeordnete                                                      | 86    |       |
| 9. April  | Eberhard Munzert                                   | deutscher Jurist, Verwaltungsbeamter und Politiker (SPD)                                               | 68    |       |
| 9. April  | Hans Sommer                                        | deutscher Maler und Bildhauer                                                                          | 90    |       |
| 9. April  | Alfred Wahl                                        | österreichischer Politiker (ÖVP), Mitglied des Bundesrates                                             | 57    |       |
| 10. April | Otto Heinrich Arnold                               | deutscher Mediziner                                                                                    | 89    |       |
| 10. April | Rabah Bitat                                        | algerischer Präsident                                                                                  | 74    |       |
| 10. April | James Marston Fitch                                | US-amerikanischer Denkmalpfleger                                                                       | 90    |       |
| 10. April | Peter Jones                                        | britischer Schauspieler, Drehbuchautor und Hörfunksprecher                                             | 79    |       |
| 10. April | Larry Linville                                     | US-amerikanischer Schauspieler                                                                         | 60    |       |
| 10. April | Dick Mitchell                                      | US-amerikanischer Badmintonspieler                                                                     | 79    |       |
| 10. April | Kirsten Rolffes                                    | dänische Schauspielerin                                                                                | 71    |       |
| 10. April | Horacio Siburu                                     | argentinischer Moderner Fünfkämpfer                                                                    | 78    |       |
| 10. April | Mona Lisa Steiner                                  | österreichische Botanikerin und Gartenkünstlerin                                                       | 84    |       |
| 10. April | Walter Stöhrer                                     | deutscher Maler                                                                                        | 63    |       |
| 11. April | Maria Atanassowa                                   | bulgarische Pilotin und Abgeordnete                                                                    | 73    |       |
| 11. April | André Deutsch                                      | englischer Verleger ungarischer Herkunft                                                               | 82    |       |
| 11. April | Lucia Dlugoszewski                                 | US-amerikanische Komponistin und Interpretin                                                           | 68    |       |
| 11. April | Edmund Engelman                                    | österreichisch-US-amerikanischer Ingenieur und Fotograf                                                | 92    |       |
| 11. April | Sami Feder                                         | russisch-israelischer Regisseur, Schauspieler, Schriftsteller, Herausgeber und Schriftsetzer           | 90    |       |
| 11. April | Horst O. Hardenberg                                | deutscher Ingenieur und Hochschulprofessor                                                             | 65    |       |
| 11. April | Salvador Lazo y Lazo                               | römisch-katholischer Bischof                                                                           | 81    |       |
| 11. April | Olav Økern                                         | norwegischer Skilangläufer                                                                             | 88    |       |
| 11. April | Flaminio Piccoli                                   | italienischer Politiker, Mitglied der Camera dei deputati, MdEP                                        | 84    |       |
| 11. April | Ernst Voigt                                        | deutscher Erprobungsflieger                                                                            | 88    |       |
| 12. April | Hans Adler                                         | deutscher Politiker                                                                                    | 80    |       |
| 12. April | Ingemund Bengtsson                                 | schwedischer sozialdemokratischer Politiker, Mitglied des Riksdag                                      | 81    |       |
| 12. April | David Crighton                                     | britischer Mathematiker                                                                                | 57    |       |
| 12. April | Carmen Dillon                                      | britische Filmarchitektin und Architektin                                                              | 91    |       |
| 12. April | Max Hofmeister                                     | österreichischer Fußballspieler                                                                        | 87    |       |
| 12. April | Christopher Pettiet                                | US-amerikanischer Filmschauspieler und Sportler                                                        | 24    |       |
| 13. April | Giorgio Bassani                                    | italienischer Schriftsteller und Publizist                                                             | 84    |       |
| 13. April | Aivars Gipslis                                     | lettischer Schach-Großmeister                                                                          | 63    |       |
| 13. April | Roger Godeau                                       | französischer Radrennfahrer                                                                            | 79    |       |
| 13. April | Antoine Hacault                                    | kanadischer Geistlicher, Erzbischof von Saint-Boniface                                                 | 74    |       |
| 13. April | William A. Janson                                  | US-amerikanischer Bischof                                                                              | 77    |       |
| 13. April | Ernst Knobil                                       | deutsch-amerikanischer Physiologe und Endokrinologe                                                    | 73    |       |
| 13. April | Pete Minger                                        | US-amerikanischer Jazz-Trompeter                                                                       | 57    |       |
| 13. April | Arthur Owen                                        | britischer Automobilrennfahrer                                                                         | 85    |       |
| 13. April | Kurt Pscherer                                      | österreichischer Schauspieler, Regisseur und Theaterintendant                                          | 84    |       |
| 13. April | Anton Tumbrägel                                    | katholischer Priester                                                                                  | 75    |       |
| 14. April | Curt Biegler                                       | deutscher Theologe und Politiker (SPD), MdB                                                            | 88    |       |
| 14. April | Dolf Brandmayer                                    | deutscher Sänger, Komponist und Orchesterleiter                                                        | 87    |       |
| 14. April | Heinz Cassebaum                                    | deutscher Chemiker                                                                                     | 74    |       |
| 14. April | Ludwig Durek                                       | österreichischer Fußballspieler                                                                        | 79    |       |
| 14. April | Ted Grouya                                         | US-amerikanischer Komponist rumänischer Herkunft                                                       | 89    |       |
| 14. April | Phil Katz                                          | US-amerikanischer Softwareentwickler, Erfinder der ZIP-Kompression                                     | 37    |       |
| 14. April | August R. Lindt                                    | Schweizer Jurist, Diplomat und Hochkommissar der Vereinten Nationen für Flüchtlinge                    | 94    |       |
| 14. April | Wilf Mannion                                       | englischer Fußballspieler                                                                              | 81    |       |
| 14. April | Rudolf Widmann                                     | deutscher Politiker (FDP), MdL                                                                         | 70    |       |
| 15. April | Guillermo Clavero                                  | chilenischer Fußballspieler                                                                            | 78    |       |
| 15. April | Edward Gorey                                       | US-amerikanischer Autor und Illustrator                                                                | 75    |       |
| 15. April | Thomas Joseph Lobsinger                            | kanadischer Geistlicher, Bischof von Whitehorse                                                        | 72    |       |
| 15. April | Ernest Nègre                                       | französischer Romanist, Okzitanist und Ortsnamenforscher                                               | 92    |       |
| 15. April | Todd Webb                                          | US-amerikanischer Fotograf                                                                             | 94    |       |
| 16. April | Harry Clarke                                       | englischer Fußballspieler                                                                              | 77    |       |
| 16. April | Jean-Pierre Dautel                                 | französischer Dirigent und Komponist                                                                   | 82    |       |
| 16. April | Dario Domingues                                    | argentinischer Musiker                                                                                 |       |       |
| 16. April | Rudolf Grenz                                       | deutscher Historiker und Autor                                                                         | 70    |       |
| 16. April | Ann Mui                                            | chinesische Sängerin und Schauspielerin                                                                | ≈41   |       |
| 16. April | Policarpio Juan Paz García                         | honduranischer Politiker, Präsident                                                                    | 67    |       |
| 16. April | Syed Putra                                         | malaysischer Regent, der sechste Raja von Perlis                                                       | 79    |       |
| 16. April | Sherwood L. Washburn                               | US-amerikanischer Paläoanthropologe                                                                    | 88    |       |
| 17. April | Leo Adamek                                         | deutscher Politiker (CDU)                                                                              | 85    |       |
| 17. April | Theobald Beer                                      | deutscher Geistlicher, römisch-katholischer Priester, Lutherforscher                                   | 98    |       |
| 17. April | Philippe Bernier                                   | französischer Journalist                                                                               | 69    |       |
| 17. April | Detlef Laugwitz                                    | deutscher Mathematiker                                                                                 | 67    |       |
| 17. April | Paula Salomon-Lindberg                             | deutsche Sängerin                                                                                      | 102   |       |
| 17. April | Nikolai Alexandrowitsch Sokolow                    | russischer Zeichner und Karikaturist                                                                   | 96    |       |
| 18. April | Isaac Berenblum                                    | israelischer Mediziner und Krebsforscher                                                               | 96    |       |
| 18. April | Conrad Grau                                        | deutscher Osteuropahistoriker und Wissenschaftshistoriker                                              | 67    |       |
| 18. April | Irja Lipasti                                       | finnische Leichtathletin                                                                               | 94    |       |
| 18. April | Martin Mailman                                     | US-amerikanischer Komponist und Professor                                                              | 67    |       |
| 18. April | Betty O’Hara                                       | US-amerikanische Jazzmusikerin                                                                         | 74    |       |
| 18. April | Hans Schumacher                                    | deutscher Fußballspieler                                                                               | 54    |       |
| 19. April | Louis Applebaum                                    | kanadischer Komponist                                                                                  | 82    |       |
| 19. April | Alfred Cahen                                       | belgischer Diplomat                                                                                    | 70    |       |
| 19. April | Grigor Chandschjan                                 | armenisch-sowjetischer Maler                                                                           | 73    |       |
| 19. April | Chang Kyou-chul                                    | südkoreanischer Boxer                                                                                  | 53    |       |
| 19. April | Ekkehart Kröner                                    | deutscher Physiker und Hochschullehrer an der Universität Stuttgart                                    | 80    |       |
| 19. April | Ewald Robbert                                      | deutscher Maler                                                                                        | 87    |       |
| 19. April | Richard Vetter                                     | deutscher Erfinder                                                                                     | 80    |       |
| 20. April | Willy Harlander                                    | bayerischer Volksschauspieler                                                                          | 68    |       |
| 20. April | Eugene Hartzell                                    | US-amerikanischer Komponist                                                                            | 67    |       |
| 20. April | Andreas Hopf                                       | deutscher Verleger und Schriftsteller                                                                  | 60    |       |
| 20. April | Philip C. Keenan                                   | US-amerikanischer Astronom                                                                             | 92    |       |
| 20. April | Bernd-Arthur Paulusch                              | deutscher Jurist, Richter am Bundesgerichtshof                                                         | 57    |       |
| 21. April | Karl-Otto Frielinghaus                             | deutscher Pionier der Kinotechnik und Hochschullehrer                                                  | 87    |       |
| 21. April | Gunther Gerzso Wendland                            | mexikanischer Maler, Szenenbildner und Kostümbildner                                                   | 84    |       |
| 21. April | Anatoli Grigorjewitsch Iwanow                      | sowjetischer bzw. russischer Schauspieler                                                              | 64    |       |
| 21. April | Hans Edgar Jahn                                    | deutscher Journalist, Publizist, Verleger, Politiker (CDU), MdB, MdEP                                  | 85    |       |
| 21. April | Richard Menapace                                   | italienisch-österreichischer Radrennfahrer                                                             | 85    |       |
| 22. April | Toon Hermans                                       | niederländischer Kabarettist, Dichter, Sänger und Maler                                                | 83    |       |
| 22. April | Teruo Kono                                         | japanischer Wadō-Ryū Karate Großmeister                                                                | 65    |       |
| 22. April | Margaret Singana                                   | südafrikanische Musikerin                                                                              |       |       |
| 23. April | Enzo Degani                                        | italienischer Gräzist                                                                                  | 65    |       |
| 23. April | Peter J. Sterkenburg                               | niederländischer Seemaler                                                                              | 44    |       |
| 23. April | Friedrich Wegehaupt                                | deutscher Politiker                                                                                    | 95    |       |
| 23. April | Alfred Zampa                                       | US-amerikanischer Brückenbauarbeiter, Mitglied im Half-Way-to-Hell-Club                                | 95    |       |
| 24. April | Derek Allhusen                                     | englischer moderner Fünfkämpfer und Vielseitigkeitsreiter, Pferdezüchter                               | 86    |       |
| 24. April | Bill Smith                                         | US-amerikanischer Bluessänger und Songwriter                                                           | 71    |       |
| 24. April | George Michael Volkoff                             | kanadischer Physiker                                                                                   | 86    |       |
| 25. April | Niels Viggo Bentzon                                | dänischer Komponist und Pianist                                                                        | 80    |       |
| 25. April | Lucien Le Cam                                      | französischer Mathematiker                                                                             | 75    |       |
| 25. April | David Merrick                                      | US-amerikanischer Theaterproduzent                                                                     | 88    |       |
| 25. April | Werner Schäfer                                     | deutscher Virologe                                                                                     | 88    |       |
| 25. April | Bruno Schottstädt                                  | deutscher evangelischer Pfarrer                                                                        | 73    |       |
| 25. April | Rita Vittadini                                     | italienische Turnerin                                                                                  | 86    |       |
| 26. April | Joseph Bourdon                                     | französischer Automobilrennfahrer                                                                      | 68    |       |
| 26. April | Friedrich Geerds                                   | deutscher Kriminologe und Jurist                                                                       | 74    |       |
| 26. April | Joachim Kemmer                                     | deutscher Schauspieler und Synchronsprecher                                                            | 60    |       |
| 26. April | Ernest Victor Siracusa                             | US-amerikanischer Diplomat                                                                             | 81    |       |
| 26. April | Egon Weidekamp                                     | dänischer Politiker                                                                                    | 79    |       |
| 27. April | Charles Ralph Boxer                                | britischer Historiker                                                                                  | 96    |       |
| 27. April | Lothar Herbst                                      | polnischer Poet deutscher Abstammung                                                                   | 59    |       |
| 27. April | William S. Newman                                  | US-amerikanischer Musikwissenschaftler, Pianist und Komponist                                          | 88    |       |
| 27. April | Vicki Sue Robinson                                 | US-amerikanische Disco-Sängerin                                                                        | 45    |       |
| 27. April | Carl-Heinrich Roemer                               | deutscher Landwirt und Pflanzenzüchter, Präsident des Bundessortenamtes Rethmar (ab 1955)              | 96    |       |
| 27. April | Paul N. Rylander                                   | US-amerikanischer Chemiker                                                                             | 79    |       |
| 28. April | Kim Borg                                           | finnischer Bassist, Komponist und Gesangspädagoge                                                      | 80    |       |
| 28. April | Arthur Dake                                        | US-amerikanischer Schachspieler                                                                        | 90    |       |
| 28. April | Jerzy Einhorn                                      | polnischer Strahlentherapeut, Hochschullehrer für Strahlentherapie und Politiker, Mitglied des Riksdag | 74    |       |
| 28. April | Federico Brito Figueroa                            | venezolanischer marxistischer Historiker und Anthropologe                                              | 78    |       |
| 28. April | Penelope Fitzgerald                                | britische Schriftstellerin                                                                             | 83    |       |
| 28. April | Herwig Hafa                                        | deutscher evangelischer Theologe und Publizist                                                         | 90    |       |
| 28. April | Karl Österreicher                                  | österreichischer Generalmajor und Militärattaché                                                       | 81    |       |
| 28. April | Maurice Uchitel                                    | US-amerikanischer Restaurant- und Nachtclubbesitzer                                                    | 88    |       |
| 29. April | Antonio Buero Vallejo                              | spanischer Dramenautor und Maler                                                                       | 83    |       |
| 29. April | Zeal Onyia                                         | nigerianischer Jazz- und Highlife-Musiker                                                              |       |       |
| 29. April | Phạm Văn Đồng                                      | vietnamesischer Freiheitskämpfer und Politiker                                                         | 94    |       |
| 29. April | Monte B. Shapiro                                   | britischer Klinischer Psychologe                                                                       | 87    |       |
| 29. April | Desider Stern                                      | jüdischer Lexikograph                                                                                  | 93    |       |
| 29. April | Italo Zingarelli                                   | italienischer Filmproduzent                                                                            | 70    |       |
| 30. April | Poul Hartling                                      | dänischer Politiker (Venstre), Mitglied des Folketing                                                  | 85    |       |
| 30. April | Bernhard Heiden                                    | deutsch-US-amerikanischer Komponist und Hochschullehrer für Musik                                      | 89    |       |
| 30. April | Jonah Jones                                        | US-amerikanischer Jazz-Trompeter                                                                       | 91    |       |
| 30. April | Marjorie Noël                                      | französische Chansonsängerin                                                                           | 54    |       |
| 30. April | Raúl Rettig                                        | chilenischer Politiker und Diplomat                                                                    | 90    |       |
| 30. April | Richard Rezar                                      | österreichischer Politiker (FPÖ), Landtagsabgeordneter im Burgenland                                   | 78    |       |
| 30. April | Martin-Christian Schmidt                           | deutscher Cembalo- und Orgelbauer und Musikinstrumenten-Restaurator                                    | 53    |       |
| 30. April | Leon Vandaele                                      | belgischer Radrennfahrer                                                                               | 67    |       |
| 30. April | Bill Woods                                         | US-amerikanischer Musiker und Produzent                                                                | 75    |       |
| April     | Maurice Carter                                     | britischer Filmarchitekt                                                                               | 86    |       |
| April     | Marcel Durham                                      | britischer Filmeditor                                                                                  | 79    |       |
| April     | Shigeru Minomura                                   | japanischer Chemiker                                                                                   | 76    |       |

## Mai
| Tag     | Name                                       | Beruf, bekannt als                                                                                     | Alter | Beleg |
| ------- | ------------------------------------------ | --- | ----- | ----- |
| 1. Mai  | Naďa Benešová                              | tschechische Badmintonspielerin, Autorin und Übersetzerin                                              | 76    |       |
| 1. Mai  | David Bryant                               | US-amerikanischer Jazzbassist                                                                          | 78    |       |
| 1. Mai  | Michael Jebsen jun.                        | deutscher Reeder und Unternehmer                                                                       | 88    |       |
| 1. Mai  | Clemens Kremer                             | deutscher Komponist                                                                                    | 69    |       |
| 1. Mai  | Ángel E. Lasala                            | argentinischer Komponist und Pianist                                                                   | 85    |       |
| 1. Mai  | Wolfgang Müller                            | deutscher Heimatforscher und Behördenleiter                                                            | 76    |       |
| 1. Mai  | Gertrud Orff                               | deutsche Musiktherapeutin                                                                              | 85    |       |
| 1. Mai  | Steve Reeves                               | US-amerikanischer Filmschauspieler und Bodybuilder                                                     | 74    |       |
| 1. Mai  | Vico von Rieben                            | deutscher Offizier, zuletzt Brigadegeneral der Bundeswehr                                              | 89    |       |
| 1. Mai  | Nora Swinburne                             | britische Schauspielerin                                                                               | 97    |       |
| 1. Mai  | Gerry Théberge                             | kanadischer Eishockeyspieler                                                                           | 69    |       |
| 2. Mai  | Laurie C. Battle                           | US-amerikanischer Soldat, Rechtsanwalt und Politiker                                                   | 87    |       |
| 2. Mai  | Ulrich K. Goldsmith                        | amerikanischer Germanist                                                                               | 90    |       |
| 2. Mai  | Bobbi Martin                               | US-amerikanische Country- und Popsängerin und Songwriterin                                             | 56    |       |
| 2. Mai  | Dietrich Martin                            | deutscher Sportwissenschaftler und Sportfunktionär                                                     | 70    |       |
| 2. Mai  | Q-Don                                      | US-amerikanischer Rapper                                                                               | 22    |       |
| 2. Mai  | Teri Thornton                              | US-amerikanische Jazz-Sängerin                                                                         | 65    |       |
| 3. Mai  | Lewis Allen                                | britischer Filmregisseur                                                                               | 94    |       |
| 3. Mai  | Richard Friederich Arens                   | US-amerikanischer Mathematiker                                                                         | 81    |       |
| 3. Mai  | Obie Baizley                               | kanadischer Politiker                                                                                  | 82    |       |
| 3. Mai  | Oto Ferenczy                               | slowakischer Komponist, Musikwissenschaftler und Musikpädagoge                                         | 79    |       |
| 3. Mai  | John Joseph O’Connor                       | US-amerikanischer Kardinal und Erzbischof von New York                                                 | 80    |       |
| 3. Mai  | Henry Volken                               | Schweizer Jesuit                                                                                       | 75    |       |
| 4. Mai  | Alexander Iljitsch Achijeser               | ukrainischer Physiker                                                                                  | 88    |       |
| 4. Mai  | Hendrik Casimir                            | niederländischer Physiker                                                                              | 90    |       |
| 4. Mai  | Jacques Gerschwiler                        | Schweizer Eiskunstlauftrainer                                                                          | 101   |       |
| 4. Mai  | Hans Juergensen                            | US-amerikanischer Literaturwissenschaftler                                                             | 80    |       |
| 4. Mai  | Kieran Nugent                              | nordirisches IRA-Mitglied                                                                              |       |       |
| 4. Mai  | Mohammed Rassem                            | deutscher Soziologe                                                                                    | 78    |       |
| 5. Mai  | Edward Ashley                              | US-amerikanischer Schauspieler                                                                         | 95    |       |
| 5. Mai  | Gino Bartali                               | italienischer Radrennfahrer                                                                            | 85    |       |
| 5. Mai  | Pat Castagne                               | Songwriter aus Trinidad und Tobago                                                                     | 83    |       |
| 5. Mai  | Ernst Gröschel                             | deutscher Pianist                                                                                      | 81    |       |
| 5. Mai  | Witalij Hubarenko                          | sowjetischer bzw. ukrainischer Komponist                                                               | 65    |       |
| 5. Mai  | Rolf Magener                               | deutscher Manager                                                                                      | 89    |       |
| 5. Mai  | Elly-Viola Nahmmacher                      | deutsche Bildhauerin                                                                                   | 86    |       |
| 5. Mai  | Hanuš Papoušek                             | tschechischer Kinderarzt und Hochschullehrer                                                           | 77    |       |
| 6. Mai  | Gertrud Burkhalter                         | Schweizer Pädagogin und Mundartdichterin                                                               | 89    |       |
| 6. Mai  | Ernst Lutterbeck                           | deutscher Dokumentar                                                                                   | 77    |       |
| 6. Mai  | Lee Moore                                  | Ministerpräsident von St. Kitts und Nevis                                                              | 61    |       |
| 6. Mai  | Roger von Norman                           | deutscher Filmeditor und Filmregisseur                                                                 | 91    |       |
| 6. Mai  | Greta Saur                                 | deutsche Malerin                                                                                       | 91    |       |
| 6. Mai  | Audomar Scheuermann                        | deutscher Jurist                                                                                       | 91    |       |
| 6. Mai  | John Clive Ward                            | britischer Physiker                                                                                    | 75    |       |
| 7. Mai  | Dov Bar-Nir                                | israelischer Politiker                                                                                 | 88    |       |
| 7. Mai  | Walter Drack                               | Schweizer Archäologe und Denkmalpfleger                                                                | 82    |       |
| 7. Mai  | Douglas Fairbanks junior                   | US-amerikanischer Filmschauspieler                                                                     | 90    |       |
| 7. Mai  | Henry Laskau                               | US-amerikanischer Geher deutscher Herkunft                                                             | 83    |       |
| 7. Mai  | Homer A. Thompson                          | US-amerikanischer Klassischer Archäologe kanadischer Herkunft                                          | 93    |       |
| 7. Mai  | Barry Ulanov                               | US-amerikanischer Jazzautor                                                                            | 82    |       |
| 7. Mai  | Jack Wilson                                | US-amerikanischer Motorrad-Tuner, häufig genannt in Zusammenhang mit Rekorden auf den Bonneville Flats | 73    |       |
| 8. Mai  | Olga Adelmann                              | deutsche Geigenbauerin                                                                                 | 86    |       |
| 8. Mai  | Pita Amor                                  | mexikanische Dichterin                                                                                 | 81    |       |
| 8. Mai  | Ewald Blankenburg                          | deutscher Maler und Zeichner                                                                           | 79    |       |
| 8. Mai  | X Brands                                   | US-amerikanischer Schauspieler und Stuntman deutscher Abstammung                                       | 72    |       |
| 8. Mai  | Glen Bredon                                | US-amerikanischer Mathematiker                                                                         | 67    |       |
| 8. Mai  | Jesús González Dávila                      | mexikanischer Schauspieler, Drehbuchautor, Dramaturg, Theater- und Filmregisseur                       | 60    |       |
| 8. Mai  | Karl-Rudi Griesbach                        | deutscher Komponist                                                                                    | 83    |       |
| 8. Mai  | Coutoucou Hubert Maga                      | beninischer Präsident, Mitglied der Nationalversammlung (Frankreich)                                   | 83    |       |
| 9. Mai  | György Csordás                             | ungarischer Schwimmer                                                                                  | 71    |       |
| 9. Mai  | Chris Evans                                | kanadischer Eishockeyspieler                                                                           | 53    |       |
| 9. Mai  | William Fairchild                          | britischer Schriftsteller und Drehbuchautor                                                            | 81    |       |
| 9. Mai  | Giorgio Fulco                              | italienischer Romanist und Italianist                                                                  | 59    |       |
| 9. Mai  | Emanuel Piore                              | US-amerikanischer Physiker                                                                             | 91    |       |
| 10. Mai | Alfred Artur Krauskopf                     | deutscher, evangelischer Pfarrer und Maler                                                             | 95    |       |
| 10. Mai | Louis Gérard                               | französischer Unternehmer und Automobilrennfahrer                                                      | 101   |       |
| 10. Mai | Hans Lodermeier                            | deutscher Motorradrennfahrer                                                                           | 87    |       |
| 10. Mai | Dick Sprang                                | US-amerikanischer Comiczeichner                                                                        | 84    |       |
| 11. Mai | David Bretherton                           | US-amerikanischer Filmeditor                                                                           | 76    |       |
| 11. Mai | Klaus Halbach                              | deutscher Physiker                                                                                     | 75    |       |
| 11. Mai | René Muñoz                                 | kubanischer Schauspieler und Drehbuchautor                                                             | 62    |       |
| 11. Mai | Lloyd B. Norlin                            | US-amerikanischer Musiker, Komponist und Textdichter                                                   | 82    |       |
| 11. Mai | Rudolf Pfister                             | Schweizer evangelischer Geistlicher und Hochschullehrer                                                | 90    |       |
| 11. Mai | Janou Saint-Denis                          | kanadische Lyrikerin, Regisseurin, Theaterleiterin und Schauspielerin                                  |       |       |
| 11. Mai | Paula Wessely                              | österreichische Schauspielerin                                                                         | 93    |       |
| 12. Mai | Pete Abele                                 | US-amerikanischer Politiker                                                                            | 83    |       |
| 12. Mai | Adelaida Awagjan                           | sowjetische bzw. armenische bzw. US-amerikanische Hygienikerin und Hochschullehrerin                   | 76    |       |
| 12. Mai | Bradley J. Anderson                        | US-amerikanischer Kostümbildner                                                                        | 42    |       |
| 12. Mai | Günter Dworak                              | deutscher Maler und Grafiker                                                                           | 71    |       |
| 12. Mai | Adam Petty                                 | US-amerikanischer Rennfahrer                                                                           | 19    |       |
| 12. Mai | Henning Schellerup                         | dänisch-US-amerikanischer Kameramann und Regisseur                                                     | 72    |       |
| 12. Mai | Herbert Schröder                           | deutscher Fußballspieler                                                                               | 54    |       |
| 12. Mai | Norbert Zumbühl                            | Schweizer Politiker                                                                                    | 81    |       |
| 13. Mai | Nozawa Akira                               | japanischer Fußballspieler                                                                             | 85    |       |
| 13. Mai | Paul Bartel                                | US-amerikanischer Filmregisseur, Drehbuchautor und Schauspieler                                        | 61    |       |
| 13. Mai | Horst Holzer                               | deutscher Soziologie, Opfer des Radikalenerlasses                                                      | 64    |       |
| 13. Mai | Werner Pfeifenberger                       | österreichischer Politologe                                                                            | 58    |       |
| 14. Mai | Garrett Eckbo                              | US-amerikanischer Landschaftsarchitekt                                                                 | 89    |       |
| 14. Mai | Reinhard Höhn                              | deutscher Staats- und Verwaltungsrechtler                                                              | 95    |       |
| 14. Mai | Keizō Obuchi                               | 54. japanischer Premierminister                                                                        | 62    |       |
| 14. Mai | Horst Peters                               | deutscher Rechtswissenschaftler                                                                        | 90    |       |
| 15. Mai | Ernst Guenter Erich Kaschik                | namibischer Ökonom und Politiker                                                                       | 68    |       |
| 15. Mai | Robert Lee Knous                           | US-amerikanischer Politiker                                                                            | 82    |       |
| 15. Mai | Alfred Iossifowitsch Kutschewski           | russischer Eishockeyspieler                                                                            | 68    |       |
| 15. Mai | Fernando Navarro                           | chilenischer Fußballspieler                                                                            | 64    |       |
| 15. Mai | Nis R. Nissen                              | deutscher Historiker und Museumsdirektor                                                               | 74    |       |
| 15. Mai | Myrtle Robertson, 11. Baroness Wharton     | britische Peeress und Politikerin                                                                      | 66    |       |
| 16. Mai | William Ferris                             | US-amerikanischer Komponist, Organist und Chorleiter                                                   | 63    |       |
| 16. Mai | Frido Frey                                 | US-amerikanischer Basketballspieler deutscher Herkunft                                                 | 78    |       |
| 16. Mai | Andrzej Szczypiorski                       | polnischer Schriftsteller                                                                              | 72    |       |
| 17. Mai | Donald Coggan                              | britischer Geistlicher, Erzbischof von Canterbury und von York                                         | 90    |       |
| 17. Mai | Manfred Harder                             | deutscher Jurist und Hochschullehrer                                                                   | 62    |       |
| 17. Mai | Siegfried Hartwagner                       | österreichischer Kunsthistoriker                                                                       | 83    |       |
| 17. Mai | Johann Georg Helm                          | deutscher Rechtswissenschaftler                                                                        | 69    |       |
| 17. Mai | Julius Mader                               | deutscher Jurist, Politologe, Journalist und Schriftsteller                                            | 71    |       |
| 17. Mai | Hans Schilling                             | deutscher katholischer Religionspädagoge, Pastoraltheologe, und Hochschullehrer                        | 72    |       |
| 17. Mai | Nestor Vornicescu                          | rumänischer Geistlicher, Bischofsvikar von Craiova und Metropolit von Oltenien                         | 72    |       |
| 17. Mai | Otto Waack                                 | deutscher evangelisch-lutherischer Theologe                                                            | 71    |       |
| 18. Mai | Frank Blackaby                             | Direktor des Stockholm International Peace Research Institute                                          | 78    |       |
| 18. Mai | Domingos da Guia                           | brasilianischer Fußballspieler                                                                         | 87    |       |
| 18. Mai | Jürgen Lieder                              | deutscher Tischtennisspieler und -trainer                                                              | 63    |       |
| 18. Mai | Melville Schachter                         | kanadischer Mediziner                                                                                  | 79    |       |
| 19. Mai | Jewgeni Wassiljewitsch Chrunow             | sowjetischer Kosmonaut                                                                                 | 66    |       |
| 19. Mai | Petter Hugsted                             | norwegischer Skispringer                                                                               | 78    |       |
| 19. Mai | Larry Lamb                                 | britischer Zeitungsredakteur                                                                           | 70    |       |
| 19. Mai | Irene Reif                                 | deutsche Schriftstellerin                                                                              | 68    |       |
| 20. Mai | Maria Adelaide Aglietta                    | italienische Politikerin (Radicali Italiani), Mitglied der camera, MdEP                                | 59    |       |
| 20. Mai | Charles Antenen                            | Schweizer Fußballspieler                                                                               | 70    |       |
| 20. Mai | Edward Bernds                              | US-amerikanischer Regisseur, Drehbuchautor und Tontechniker                                            | 94    |       |
| 20. Mai | Paul Braun                                 | deutscher Polizeibeamter                                                                               | 73    |       |
| 20. Mai | Ady Fuchs                                  | österreichischer Maler                                                                                 | 91    |       |
| 20. Mai | Dieter Ohlendiek                           | deutscher Schauspieler, Hörspielsprecher und Synchronsprecher                                          | 56    |       |
| 20. Mai | Loyd Jowers                                | US-amerikanischer Gastronom                                                                            | 73    |       |
| 20. Mai | Jean-Pierre Rampal                         | französischer Flötist                                                                                  | 78    |       |
| 21. Mai | Reinhold Böhme                             | deutscher Mathematiker                                                                                 | 55    |       |
| 21. Mai | Barbara Cartland                           | englische Autorin romantischer Literatur                                                               | 98    |       |
| 21. Mai | Daniel Curie                               | französischer Physiker und Hochschullehrer                                                             | 72    |       |
| 21. Mai | Buzzy Drootin                              | US-amerikanischer Jazz-Schlagzeuger                                                                    | 80    |       |
| 21. Mai | John Gielgud                               | britischer Schauspieler                                                                                | 96    |       |
| 21. Mai | Franz Josef Hartlauer                      | österreichischer Unternehmer                                                                           | 55    |       |
| 21. Mai | Mark Hughes                                | US-amerikanischer Unternehmer                                                                          | 44    |       |
| 21. Mai | Manuel Eugénio Machado Macedo              | portugiesischer Chirurg und Präsident des Weltärztebundes                                              | 78    |       |
| 21. Mai | Erich Mielke                               | deutscher Politiker (SED), MdV, Minister für Staatssicherheit der DDR                                  | 92    |       |
| 21. Mai | Mendel Szajnfeld                           | polnischer Holocaustüberlebender, Metallarbeiter                                                       | 77    |       |
| 21. Mai | Mahmoud Zoubi                              | syrischer Politiker                                                                                    |       |       |
| 22. Mai | David Brookman                             | australischer Politiker (South Australia)                                                              | 83    |       |
| 22. Mai | Davie Fulton                               | kanadischer Rechtsanwalt, Richter und Politiker                                                        | 84    |       |
| 22. Mai | Ernst Dieter Lueg                          | deutscher Journalist                                                                                   | 70    |       |
| 22. Mai | José Rafael Molina Ureña                   | dominikanischer Politiker, Staatspräsident der Dominikanischen Republik                                | 79    |       |
| 22. Mai | Wolfgang Schmidt                           | deutscher Politiker (SPD), MdB                                                                         | 66    |       |
| 23. Mai | Hans Glathe                                | deutscher Mikrobiologe sowie Hochschullehrer                                                           | 100   |       |
| 23. Mai | Johannes Irmscher                          | deutscher Altphilologe                                                                                 | 79    |       |
| 23. Mai | Gerhard Palfinger                          | österreichischer Geodät, Hochschullehrer und Zivilingenieur                                            | 61    |       |
| 23. Mai | Erwin Rehn                                 | deutscher Autor und Widerstandskämpfer                                                                 | 73    |       |
| 24. Mai | Dieter Eich                                | deutsches Gewaltopfer                                                                                  | 60    |       |
| 24. Mai | Sten Gagnér                                | schwedischer Rechtshistoriker                                                                          | 79    |       |
| 24. Mai | Oleg Nikolajewitsch Jefremow               | russischer Schauspieler und Theaterregisseur                                                           | 72    |       |
| 24. Mai | Majrooh Sultanpuri                         | indischer Urdu-Dichter                                                                                 | 80    |       |
| 25. Mai | Nicholas Clay                              | englischer Schauspieler                                                                                | 53    |       |
| 25. Mai | Elizabeth Durack                           | australische Künstlerin und Autorin                                                                    | 84    |       |
| 25. Mai | Wilhelm Halbfass                           | deutscher Indologe                                                                                     | 60    |       |
| 25. Mai | Seymour S. Kety                            | US-amerikanischer Psychiater und Neurowissenschaftler                                                  | 84    |       |
| 25. Mai | Francis Lederer                            | österreichisch-US-amerikanischer Schauspieler                                                          | 100   |       |
| 25. Mai | Jolanda Offenbeck                          | österreichische Politikerin (SPÖ), Abgeordnete zum Nationalrat, Mitglied des Bundesrates               | 69    |       |
| 25. Mai | J. Christopher Wagner                      | südafrikanischer Mediziner                                                                             | 77    |       |
| 26. Mai | Szymon Kluger                              | letzter Jude in Oświęcim                                                                               | 75    |       |
| 26. Mai | Eugen Leissing                             | österreichischer Kaufmann und Politiker (ÖVP), Landtagsabgeordneter, Mitglied des Bundesrates          | 86    |       |
| 26. Mai | William McCaughey                          | US-amerikanischer Tontechniker                                                                         | 70    |       |
| 26. Mai | Henrique Müller                            | brasilianischer Bischof                                                                                | 77    |       |
| 26. Mai | Samuel A. Taylor                           | US-amerikanischer Schriftsteller                                                                       | 88    |       |
| 27. Mai | Inga Abel                                  | deutsche Schauspielerin                                                                                | 53    |       |
| 27. Mai | Benjamin Bonjour                           | Schweizer Maler                                                                                        | 82    |       |
| 27. Mai | Gonzalo de Borbón                          | spanischer Adeliger, Mitglied der spanischen Linie der Bourbonen und Herzog von Aquitanien             | 62    |       |
| 27. Mai | Murray MacLehose, Baron MacLehose of Beoch | britischer Politiker und Diplomat                                                                      | 82    |       |
| 27. Mai | Donato Racciatti                           | uruguayischer Bandoneonist, Bandleader und Tangokomponist                                              | 81    |       |
| 27. Mai | Maurice Richard                            | kanadischer Eishockeyspieler                                                                           | 78    |       |
| 28. Mai | George Irving Bell                         | US-amerikanischer Bergsteiger                                                                          | 73    |       |
| 28. Mai | Donald Watts Davies                        | britischer Physiker                                                                                    | 75    |       |
| 28. Mai | Richard Lehners                            | deutscher Gewerkschafter und Politiker (SPD), MdL                                                      | 82    |       |
| 28. Mai | Hildegard Maria Rauchfuß                   | deutsche Schriftstellerin                                                                              | 82    |       |
| 28. Mai | Vincentas Sladkevičius                     | litauischer Geistlicher, Kardinal der römisch-katholischen Kirche, Erzbischof von Kaunas               | 79    |       |
| 29. Mai | David R. Bunch                             | US-amerikanischer Science-Fiction-Autor                                                                | 74    |       |
| 29. Mai | Bill Cronk                                 | US-amerikanischer Jazzmusiker                                                                          | 71    |       |
| 29. Mai | Dieter Ordelheide                          | deutscher Ökonom und Hochschullehrer                                                                   | 60    |       |
| 29. Mai | Anthony Spinelli                           | US-amerikanischer Regisseur, Schauspieler und Filmproduzent                                            | 73    |       |
| 30. Mai | Karl-Heinz Baetge                          | deutscher Politiker (FDP)                                                                              | 71    |       |
| 30. Mai | Tex Beneke                                 | US-amerikanischer Jazz-Saxophonist, Sänger und Bigband-Leader                                          | 86    |       |
| 30. Mai | Robert P. Casey                            | US-amerikanischer Politiker                                                                            | 68    |       |
| 30. Mai | Doris Hare                                 | britische Schauspielerin                                                                               | 95    |       |
| 30. Mai | Bill Thomas                                | US-amerikanischer Kostümdesigner                                                                       | 78    |       |
| 30. Mai | Erich Widder                               | österreichischer Germanist, Theologe und Kunsthistoriker                                               | 74    |       |
| 30. Mai | Jürgen von Woyski                          | deutscher Bildhauer und Maler                                                                          | 71    |       |
| 31. Mai | Carlos Diernhammer                         | deutscher Jazz- und Unterhaltungsmusiker                                                               | 68    |       |
| 31. Mai | Erich Kähler                               | deutscher Mathematiker                                                                                 | 94    |       |
| 31. Mai | Petar Mladenow                             | bulgarischer Diplomat und Politiker                                                                    | 63    |       |
| 31. Mai | Rodolfo Pini                               | uruguayischer Fußballspieler                                                                           | 73    |       |
| 31. Mai | Tito Puente                                | US-amerikanischer Musiker, Jazz-, Salsa- und Mambo-Musiker                                             | 77    |       |
| 31. Mai | Joe Puma                                   | US-amerikanischer Jazzgitarrist                                                                        | 72    |       |
| 31. Mai | Walter Sparrow                             | englischer Schauspieler                                                                                | 73    |       |
| 31. Mai | Johnnie Taylor                             | US-amerikanischer Soul- und R&B-Sänger                                                                 | 66    |       |
| Mai     | Alfred Free                                | US-amerikanischer Chemiker                                                                             |       |       |
| Mai     | Exequiel Ramírez                           | chilenischer Radrennfahrer                                                                             | 75    |       |

## Juni
| Tag      | Name                                     | Beruf, bekannt als                                                                                              | Alter | Beleg |
| -------- | ---------------------------------------- | --- | ----- | ----- |
| 1. Juni  | Oskar Czerwenka                          | österreichischer Sänger (Bass)                                                                                  | 75    |       |
| 1. Juni  | Fred Frohberg                            | deutscher Schlagersänger                                                                                        | 74    |       |
| 1. Juni  | Sepp Klose                               | deutscher Filmregisseur, Drehbuchautor, Film- und Theaterschauspieler                                           | 75    |       |
| 1. Juni  | Gustav Kuhr                              | deutscher Bootsbauer und Werftbesitzer                                                                          | 86    |       |
| 1. Juni  | Karl Schäuble                            | deutscher Politiker (BCSV, CDU)                                                                                 | 93    |       |
| 1. Juni  | Thomas Stolle                            | deutscher Musikwissenschaftler, Dirigent und Musikpädagoge                                                      | 49    |       |
| 2. Juni  | Max Becker                               | deutscher Tierphysiologe und Hochschullehrer                                                                    | 94    |       |
| 2. Juni  | Heinz Benker                             | deutscher Komponist und Musiker                                                                                 | 79    |       |
| 2. Juni  | Swjatoslaw Nikolajewitsch Fjodorow       | russischer Ophthalmologe, Unternehmer und Politiker                                                             | 72    |       |
| 2. Juni  | Adolph Hofner                            | US-amerikanischer Country-Musiker                                                                               | 83    |       |
| 2. Juni  | Hugo Leicht                              | deutscher Politiker (CDU), MdL                                                                                  | 65    |       |
| 2. Juni  | William G. Moulton                       | US-amerikanischer Sprachwissenschaftler                                                                         | 86    |       |
| 2. Juni  | Werner Panitzki                          | deutscher General und Inspekteur der Luftwaffe (Bundeswehr)                                                     | 89    |       |
| 2. Juni  | Lepo Sumera                              | estnischer Komponist                                                                                            | 50    |       |
| 2. Juni  | Yabuuchi Kiyoshi                         | japanischer Mathematik-, Astronomie- und Wissenschaftshistoriker                                                | 94    |       |
| 3. Juni  | Hubert Auer                              | österreichischer Politiker                                                                                      | 66    |       |
| 3. Juni  | Wilhelm Baldus                           | deutscher Chirurg und ärztlicher Standespolitiker                                                               | 81    |       |
| 3. Juni  | Wladimir Solomonowitsch Bibler           | russischer Philosoph                                                                                            | 81    |       |
| 3. Juni  | Paul Hofmann                             | Schweizer Politiker (CVP) und Rechtsanwalt                                                                      | 86    |       |
| 3. Juni  | Glenn Horiuchi                           | US-amerikanischer Jazzpianist, Shamisenspieler und Komponist                                                    | 45    |       |
| 3. Juni  | Günther Krech                            | deutscher Offizier, zuletzt Kapitänleutnant der Kriegsmarine                                                    | 85    |       |
| 3. Juni  | Merton H. Miller                         | US-amerikanischer Ökonom und Nobelpreisträger für Wirtschaftswissenschaften                                     | 77    |       |
| 3. Juni  | Kurt Seeleke                             | braunschweigischer Landeskonservator                                                                            | 87    |       |
| 3. Juni  | William E. Simon                         | US-amerikanischer Politiker, Finanzminister                                                                     | 72    |       |
| 4. Juni  | Alfons Adelberger                        | deutscher Politiker (CSU)                                                                                       | 75    |       |
| 4. Juni  | Bernard Braine, Baron Braine of Wheatley | britischer Politiker, Mitglied des House of Commons, Life Peer                                                  | 85    |       |
| 4. Juni  | Clarence Holbrook Carter                 | US-amerikanischer Maler                                                                                         | 96    |       |
| 4. Juni  | Rudolf Clemens                           | deutscher Politiker (SPD), MdBB                                                                                 | 78    |       |
| 4. Juni  | Kanō Takashi                             | japanischer Fußballspieler                                                                                      | 79    |       |
| 4. Juni  | Hiroji Satō                              | japanischer Tischtennisspieler                                                                                  | 75    |       |
| 4. Juni  | Paul Zoungrana                           | burkinischer Ordensgeistlicher, Erzbischof von Ouagadougou und Kardinal der römisch-katholischen Kirche         | 82    |       |
| 5. Juni  | Huschang Golschiri                       | iranischer Schriftsteller                                                                                       | 63    |       |
| 5. Juni  | Jeanne Hersch                            | Schweizer Philosophin                                                                                           | 89    |       |
| 5. Juni  | Innozenz Lehner                          | Schweizer Politiker                                                                                             | 82    |       |
| 5. Juni  | João Nogueira                            | brasilianischer Sänger und Komponist                                                                            | 58    |       |
| 5. Juni  | Arnold Ross                              | US-amerikanischer Jazzmusiker                                                                                   | 79    |       |
| 5. Juni  | Franco Rossi                             | italienischer Filmregisseur und Filmproduzent                                                                   | 81    |       |
| 5. Juni  | Martin Simon                             | deutscher Liedermacher                                                                                          | 33    |       |
| 5. Juni  | Eugene M. Zuckert                        | US-amerikanischer Politiker                                                                                     | 88    |       |
| 6. Juni  | Frédéric Dard                            | französischer Schriftsteller                                                                                    | 78    |       |
| 6. Juni  | Clint Houston                            | US-amerikanischer Jazzmusiker                                                                                   | 53    |       |
| 6. Juni  | Ljubomir Iliew                           | bulgarischer Mathematiker und Informatiker                                                                      | 87    |       |
| 6. Juni  | Håkan Lidman                             | schwedischer Hürdenläufer                                                                                       | 85    |       |
| 6. Juni  | William McMillan                         | US-amerikanischer Schießsportler, Olympiasieger 1960 in Rom                                                     | 71    |       |
| 7. Juni  | Ido Cattaneo                             | italienisch-schweizerischer Skirennläufer                                                                       | 94    |       |
| 7. Juni  | Gisela Jahn                              | deutsche Dirigentin                                                                                             | 76    |       |
| 7. Juni  | Douglas Swan                             | US-amerikanischer Maler                                                                                         |       |       |
| 7. Juni  | Ida Tarjáni Tóth                         | ungarische Cimbalomspielerin und Hochschullehrerin                                                              | 82    |       |
| 7. Juni  | Émile Villemeur Telle                    | US-amerikanischer Romanist                                                                                      | 93    |       |
| 7. Juni  | Walter Warnach                           | deutscher Philosoph, Lektor, Kunstkritiker, Übersetzer und Herausgeber, Professor für Philosophie an der Kun... | 89    |       |
| 7. Juni  | James W. Washington                      | US-amerikanischer Maler und Bildhauer                                                                           | 88    |       |
| 8. Juni  | Walter Bauer                             | österreichischer Politiker (FPÖ), Landtagsabgeordneter                                                          | 78    |       |
| 8. Juni  | Lucy Cranwell                            | neuseeländische Botanikerin und Palynologin                                                                     | 92    |       |
| 8. Juni  | Kurt Drummer                             | deutscher Fernsehkoch des DFF und Chefkoch des Interhotels in Ost-Berlin                                        | 72    |       |
| 8. Juni  | Joachim von Elbe                         | US-amerikanischer Jurist und Diplomat                                                                           | 98    |       |
| 8. Juni  | Norman A. Erbe                           | US-amerikanischer Politiker                                                                                     | 80    |       |
| 8. Juni  | Donald Kalish                            | US-amerikanischer Mathematiker und Philosoph                                                                    | 80    |       |
| 8. Juni  | Bernhard Kreibohm                        | deutscher Politiker (SPD), MdL                                                                                  | 74    |       |
| 8. Juni  | Jeff MacNelly                            | US-amerikanischer Comiczeichner und Karikaturist                                                                | 52    |       |
| 8. Juni  | Joachim Rogge                            | deutscher evangelischer Theologe, Bischof der Evangelischen Kirche der Schlesischen Oberlausitz (1985–1994)     | 70    |       |
| 9. Juni  | Shay Brennan                             | irischer Fußballspieler                                                                                         | 63    |       |
| 9. Juni  | Fernando Inciarte                        | spanischer Philosoph und Autor                                                                                  | 71    |       |
| 9. Juni  | Ernst Jandl                              | österreichischer Dichter                                                                                        | 74    |       |
| 9. Juni  | Buddy Jones                              | US-amerikanischer Jazz-Bassist                                                                                  | 76    |       |
| 9. Juni  | Jacob Lawrence                           | US-amerikanischer Maler                                                                                         | 82    |       |
| 9. Juni  | George Segal                             | US-amerikanischer Künstler                                                                                      | 75    |       |
| 9. Juni  | Alfred Weidenmann                        | deutscher Jugendbuchautor und Regisseur                                                                         | 84    |       |
| 9. Juni  | Wilfried Wieck                           | deutscher Psychologe und Schriftsteller                                                                         | 62    |       |
| 10. Juni | Hafiz al-Assad                           | syrischer Politiker, Präsident von Syrien (1971–2000)                                                           | 69    |       |
| 10. Juni | Terry Forrestal                          | britischer Stuntman und Schauspieler                                                                            | 52    |       |
| 10. Juni | Jack Hoobin                              | australischer Radrennfahrer                                                                                     | 72    |       |
| 11. Juni | Réjane Cardinal                          | kanadische Sängerin                                                                                             | 73    |       |
| 11. Juni | Karl-Heinz Holze                         | deutscher Fußballspieler (DDR)                                                                                  | 69    |       |
| 11. Juni | Willi Friedrich Koerbel                  | deutscher Journalist                                                                                            | 89    |       |
| 11. Juni | Irving L. Lichtenstein                   | US-amerikanischer Chirurg und Pionier der Hernienchirurgie                                                      | 80    |       |
| 11. Juni | Claus Westermann                         | deutscher Theologe                                                                                              | 90    |       |
| 12. Juni | Hellmuth Costard                         | deutscher Filmregisseur                                                                                         | 59    |       |
| 12. Juni | Fuchsi                                   | deutscher Karikaturist und Comiczeichner                                                                        | 50    |       |
| 12. Juni | Albert Jansen                            | deutscher Fußballspieler                                                                                        | 63    |       |
| 12. Juni | Bruno Martino                            | italienischer Sänger, Komponist und Pianist                                                                     | 74    |       |
| 12. Juni | Dorothy Virginia Nightingale             | US-amerikanische Chemikerin                                                                                     | 99    |       |
| 12. Juni | Martin Reichmann                         | deutscher Politiker (FDP), MdB                                                                                  | 92    |       |
| 12. Juni | Walter Schulz                            | deutscher Philosoph                                                                                             | 87    |       |
| 13. Juni | Gustavo Albella                          | argentinischer Fußballspieler                                                                                   | 74    |       |
| 13. Juni | Elisabeth Baumeister-Bühler              | deutsche Bildhauerin und Medailleurin                                                                           | 88    |       |
| 13. Juni | Robert Dienst                            | österreichischer Fußballspieler                                                                                 | 72    |       |
| 13. Juni | Herbert Maschke                          | deutscher Fußballspieler                                                                                        | 69    |       |
| 13. Juni | Wolfram Meyer                            | deutscher Politiker (CDU), MdL                                                                                  | 68    |       |
| 13. Juni | Issoufou Saïdou Djermakoye               | nigrischer Politiker und Diplomat                                                                               | 79    |       |
| 14. Juni | Alberto Adriano                          | afro-deutsches Mordopfer                                                                                        |       |       |
| 14. Juni | Attilio Bertolucci                       | italienischer Lyriker und Übersetzer                                                                            | 88    |       |
| 14. Juni | Kurt Böwe                                | deutscher Schauspieler                                                                                          | 71    |       |
| 14. Juni | Rudi Conrad                              | deutscher Slawist, Sprachwissenschaftler und Hochschullehrer                                                    | 65    |       |
| 14. Juni | Merrill Moore                            | US-amerikanischer Rockmusiker                                                                                   | 76    |       |
| 14. Juni | Karl Schmaderer                          | österreichischer Radrennfahrer                                                                                  | 85    |       |
| 15. Juni | Henry Aaron                              | US-amerikanischer Bratschist und Dirigent                                                                       | 85    |       |
| 15. Juni | Maximilian Bartosz                       | deutscher Glaskünstler und Maler                                                                                | 86    |       |
| 15. Juni | John J. Daley                            | US-amerikanischer Politiker                                                                                     | 76    |       |
| 15. Juni | Heinrich Fichtenau                       | österreichischer Historiker                                                                                     | 87    |       |
| 15. Juni | Hattie Littles                           | US-amerikanische Soul- und Blues-Sängerin                                                                       | 63    |       |
| 15. Juni | Grant MacEwan                            | kanadischer Politiker und Agrarwissenschaftler                                                                  | 97    |       |
| 15. Juni | Jules Roy                                | französischer Schriftsteller                                                                                    | 92    |       |
| 15. Juni | Pedro Salas                              | argentinischer Radrennfahrer                                                                                    | 86    |       |
| 15. Juni | Alfred Vreven                            | belgischer Politiker und Notar                                                                                  | 63    |       |
| 16. Juni | Will Berthold                            | deutscher Schriftsteller und Sachbuchautor                                                                      | 75    |       |
| 16. Juni | Stephan Buchkremer                       | deutscher Ingenieur, Mitglied der Bündischen Jugend und Gründer der Aachener Domwache                           | 99    |       |
| 16. Juni | Hanspeter Danuser                        | Schweizer Historiker und Drehbuchautor                                                                          | 60    |       |
| 16. Juni | Fritz Hübner                             | deutscher Opernsänger der Stimmlage Bass                                                                        | 67    |       |
| 16. Juni | Elvin A. Kabat                           | US-amerikanischer Chemiker und Immunologe                                                                       | 85    |       |
| 16. Juni | Kōjun                                    | japanische Adelige, Kaiserin von Japan                                                                          | 97    |       |
| 16. Juni | Otto Meyer                               | deutscher Filmregisseur                                                                                         | 90    |       |
| 16. Juni | Friedrich Reimerdes                      | deutscher Kirchenmusiker und Komponist                                                                          | 90    |       |
| 16. Juni | Olivier Reverdin                         | Schweizer Altphilologe, Journalist und Politiker                                                                | 86    |       |
| 16. Juni | Guy Saint-Jean                           | französischer Schauspieler                                                                                      | 76    |       |
| 17. Juni | Erich Heinrich Biederbeck                | deutscher Verwaltungsjurist                                                                                     | 86    |       |
| 17. Juni | Tove Dyrhauge                            | dänische Theaterschauspielerin                                                                                  | 79    |       |
| 17. Juni | Antonius Höckelmann                      | deutscher Künstler                                                                                              | 63    |       |
| 17. Juni | Juozas Jagelavičius                      | sowjetischer Ruderer                                                                                            | 61    |       |
| 17. Juni | Ismail Mahomed                           | südafrikanischer Jurist, Richter am Verfassungsgericht der Republik Südafrika                                   | 68    |       |
| 17. Juni | György Petri                             | ungarischer Lyriker                                                                                             | 56    |       |
| 17. Juni | Clive Westlake                           | britischer Songwriter                                                                                           | 67    |       |
| 18. Juni | Robert H. Abeles                         | US-amerikanischer Chemiker                                                                                      | 74    |       |
| 18. Juni | Luis Cardei                              | argentinischer Tangosänger                                                                                      | 55    |       |
| 18. Juni | Franz Hintermayer                        | österreichischer Manager der Energiewirtschaft                                                                  | 93    |       |
| 18. Juni | Nancy Marchand                           | US-amerikanische Schauspielerin                                                                                 | 71    |       |
| 19. Juni | Werner Geissler                          | deutscher Zauberkünstler, Erfinder, Hersteller und Händler von Zauberartikeln, Autor und Verleger sowie Aufk... | 75    |       |
| 19. Juni | Walther Groz                             | deutscher Industrieller und Politiker                                                                           | 96    |       |
| 19. Juni | Christiane Herzog                        | deutsche Ehefrau des Bundespräsidenten Roman Herzog                                                             | 63    |       |
| 19. Juni | Takeshita Noboru                         | 74. Premierminister von Japan                                                                                   | 76    |       |
| 20. Juni | Max Danz                                 | deutscher Arzt, Vorsitzender des Deutschen Leichtathletik-Verbandes                                             | 91    |       |
| 20. Juni | Leonhard Haas                            | Schweizer Archivar und langjähriger Leiter des Schweizerischen Bundesarchivs                                    | 91    |       |
| 20. Juni | Josef Jochem                             | deutscher Pädagoge und Politiker (CDU), MdL                                                                     | 78    |       |
| 20. Juni | Alan Basil de Lastic                     | römisch-katholischer Geistlicher und Erzbischof von Delhi                                                       | 70    |       |
| 20. Juni | Karl Mickel                              | deutscher Lyriker, Dramatiker und Essayist                                                                      | 64    |       |
| 20. Juni | Manfred Strahl                           | deutscher Journalist, Redakteur und Schriftsteller                                                              | 60    |       |
| 21. Juni | Ion Alecsandrescu                        | rumänischer Fußballspieler und -funktionär                                                                      | 71    |       |
| 21. Juni | Ronny Coutteure                          | belgischer Schauspieler                                                                                         | 48    |       |
| 21. Juni | Alan Hovhaness                           | US-amerikanischer Komponist armenisch-schottischer Abstammung                                                   | 89    |       |
| 21. Juni | Josef Ledl                               | deutscher Fußballspieler                                                                                        | 81    |       |
| 21. Juni | John Lough                               | britischer Romanist und Literaturwissenschaftler                                                                | 87    |       |
| 21. Juni | Werner Lüdi                              | Schweizer Jazzmusiker und Autor                                                                                 | 64    |       |
| 21. Juni | Johanna Moosdorf                         | deutsche Schriftstellerin                                                                                       | 88    |       |
| 21. Juni | Louis Philibert                          | französischer Politiker, Mitglied der Nationalversammlung                                                       | 87    |       |
| 21. Juni | Fred Unger                               | Schweizer Architekt                                                                                             | 83    |       |
| 22. Juni | Onofrio Bramante                         | italienischer Maler und Comiczeichner                                                                           | 73    |       |
| 22. Juni | Carl Heinz Brieskorn                     | deutscher Pharmazeut und Lebensmittelchemiker                                                                   | 86    |       |
| 22. Juni | Michel Droit                             | französischer Autor und Journalist                                                                              | 77    |       |
| 22. Juni | Hans Lauber                              | deutscher Politiker (SPD), MdL                                                                                  | 79    |       |
| 22. Juni | Günther Sabetzki                         | deutscher Eissportoffizieller, Präsident des Deutschen Eishockey-Bundes, IIHF-Präsident                         | 85    |       |
| 22. Juni | Takizawa Osamu                           | japanischer Schauspieler                                                                                        | 93    |       |
| 23. Juni | Wilhelm Bortenschlager                   | österreichischer Literaturwissenschaftler                                                                       | 88    |       |
| 23. Juni | Philippe Chatrier                        | französischer Tennisspieler, Funktionär, IOC-Mitglied                                                           | 74    |       |
| 23. Juni | Enrico Cuccia                            | italienischer Bankier                                                                                           | 92    |       |
| 23. Juni | Peter Dubovský                           | slowakischer Fußballspieler                                                                                     | 28    |       |
| 23. Juni | Wilhelm Gründorfer                       | österreichischer Kommunist, Arzt und Journalist                                                                 |       |       |
| 23. Juni | János Percz                              | ungarischer Metallkünstler, modernistischer Schmuckdesigner und Grafiker                                        | 79    |       |
| 23. Juni | George Perlman                           | US-amerikanischer Geiger, Komponist und Musikpädagoge                                                           | 103   |       |
| 23. Juni | Jerónimo José Podestá                    | argentinischer Geistlicher, Bischof von Avellaneda                                                              | 79    |       |
| 23. Juni | Jerome Richardson                        | US-amerikanischer Jazzsaxophonist und -flötist                                                                  | 79    |       |
| 23. Juni | Johann Urbanek                           | österreichischer Fußballspieler                                                                                 | 89    |       |
| 24. Juni | Vera Atkins                              | britischer Nachrichtendienstoffizier                                                                            | 92    |       |
| 24. Juni | Rodrigo Alejandro Bueno                  | argentinischer Cuarteto-Sänger                                                                                  | 27    |       |
| 24. Juni | Vintilă Cossini                          | rumänischer Fußballspieler                                                                                      | 86    |       |
| 24. Juni | Güven Erkaya                             | türkischer Admiral                                                                                              |       |       |
| 24. Juni | Walter Nimtz                             | deutscher Historiker                                                                                            | 87    |       |
| 24. Juni | Raymond Poidevin                         | französischer Historiker                                                                                        | 71    |       |
| 24. Juni | Richard L. Prillaman                     | US-amerikanischer Offizier                                                                                      | 72    |       |
| 24. Juni | Robert Ridder                            | US-amerikanischer Medienunternehmer und Eishockeyfunktionär                                                     | 80    |       |
| 24. Juni | David Tomlinson                          | britischer Schauspieler                                                                                         | 83    |       |
| 25. Juni | Gertrud Bobek                            | deutsche Widerstandskämpferin und Politikerin (SED)                                                             | 101   |       |
| 25. Juni | Wilson Simonal                           | brasilianischer Sänger                                                                                          | 61    |       |
| 25. Juni | Pascal Themanlys                         | französischer israelischer Poet, Zionist und Kabbalist                                                          | 90    |       |
| 26. Juni | Pier Carpi                               | italienischer Comicautor, Schriftsteller, Drehbuchautor und Filmregisseur                                       | 60    |       |
| 26. Juni | Corneliu Mănescu                         | rumänischer Politiker und Diplomat                                                                              | 84    |       |
| 26. Juni | Paulus Rappold                           | österreichischer Ordensgeistlicher; Abt des Stiftes Rein                                                        | 61    |       |
| 26. Juni | Judith Wright                            | australische Schriftstellerin                                                                                   | 85    |       |
| 27. Juni | Felix Karlinger                          | deutscher und österreichischer Romanist, Musikwissenschaftler, Volkskundler und Literaturgeschichtler           | 80    |       |
| 27. Juni | Gerhard Pfeiffer                         | deutscher Schachspieler                                                                                         | 77    |       |
| 27. Juni | Pierre Pflimlin                          | französischer Jurist und Politiker (MRP), Mitglied der Nationalversammlung, MdEP                                | 93    |       |
| 27. Juni | Alberto Ribeiro                          | portugiesischer Opernsänger und Filmschauspieler                                                                | 80    |       |
| 27. Juni | Gotthard Schmidtke                       | deutscher Musikkritiker                                                                                         | 88    |       |
| 28. Juni | Jan Eilers                               | deutscher Politiker (FDP, CDU), MdB                                                                             | 91    |       |
| 28. Juni | William Glock                            | britischer Musikmanager                                                                                         | 92    |       |
| 28. Juni | Arthur Grimm                             | deutscher Fotograf                                                                                              | 92    |       |
| 28. Juni | Siegfried Grönig                         | deutscher Schauspieler                                                                                          | 58    |       |
| 28. Juni | Nils Poppe                               | schwedischer Schauspieler                                                                                       | 92    |       |
| 28. Juni | Michael Ripper                           | britischer Schauspieler                                                                                         | 87    |       |
| 28. Juni | Józef Tischner                           | polnischer Philosoph und katholischer Priester                                                                  | 69    |       |
| 28. Juni | Leonid Natanowitsch Tschertkow           | russischer Literaturwissenschaftler und Schriftsteller                                                          | 66    |       |
| 28. Juni | Reginald Louis Varney                    | britischer Nachrichtentechniker und Funkamateur                                                                 | 89    |       |
| 29. Juni | John Abineri                             | britischer Schauspieler                                                                                         | 72    |       |
| 29. Juni | Raymond Droz                             | Schweizer Jazzmusiker (Posaune, auch Althorn, Perkussion)                                                       | 66    |       |
| 29. Juni | Vittorio Gassman                         | italienischer Schauspieler                                                                                      | 77    |       |
| 29. Juni | Germaine Montero                         | französische Sängerin                                                                                           | 90    |       |
| 29. Juni | Rodney Nuckey                            | britischer Automobilrennfahrer                                                                                  | 71    |       |
| 29. Juni | Jessy San Miguel                         | US-amerikanischer Mörder                                                                                        | 28    |       |
| 29. Juni | Arnie Weinmeister                        | kanadisch-US-amerikanischer American-Football-Spieler und -Trainer                                              | 77    |       |
| 30. Juni | Alphonse Juilland                        | rumänischer Romanist, Linguist und Hochschullehrer                                                              | 77    |       |
| 30. Juni | W. David Kingery                         | US-amerikanischer Materialwissenschaftler                                                                       | 73    |       |
| 30. Juni | Anli Sugano                              | japanische Jazzsängerin                                                                                         | 51    |       |
| Juni     | Bill Dodgin                              | englischer Fußballspieler und -trainer                                                                          | 68    |       |
| Juni     | Hans Groß                                | deutscher Politiker                                                                                             | 75    |       |
| Juni     | Klaus Weiß                               | deutscher Handballspieler und Handballtrainer                                                                   | 55    |       |